# 反革命
反革命（はんかくめい、英語: Counterrevolution, Counter‐revolution）とは、革命によって倒された旧支配層や反動勢力といった革命に反対する運動・勢力が革命の過程あるいは革命後に新体制を覆し、旧体制を復活させようとする運動である。「反革命」は、以下の2つの種類が存在する。
1. 予防的反革命 – 革命勢力の台頭の最中に事前的に弾圧・制圧するもの。
2. 復古的反革命 – 革命勢力の権力獲得後に旧体制を復活しようとするもの。

## 概要
支配階級の既得権益を守るための抵抗と言えるが、支配階級といっても政権を握った革命勢力はすでに支配階級であるから、自由主義革命であったフランス革命においてもフランス国内外で反革命の動きが生じた。
1917年のロシア革命では最初の二月革命で権力を掌握した臨時政府は、帝政復帰を企むコルニーロフの反乱を「反革命」として抑え込んだ。臨時政府はまもなく二段階革命論に基づいて行われたボリシェヴィキの十月革命により権力を奪われるがその際、アレクサンドル・ケレンスキーら臨時政府の面々はボリシェヴィキを「反革命」と呼んで批判していた。これに対し、ボリシェヴィキはロシア内戦において対立する白軍を「反革命」と規定していた。
社会主義国家が成立した以降は、反革命は社会主義革命を転覆させる運動と取られがちであるが、ハンガリー動乱においてはソ連が「反革命」と見なした動きに対して軍事介入を行うも、当のソ連が同じ左派陣営である日本社会党や日本共産党から「反革命」と批判されるなど、おおよそ矛盾する現象も発生した。
このように何を以って「反革命」と定義するかは一枚岩ではなく、その定義は時代や場所によって異なると言えるので注意が必要である。

## 実例
- 清教徒革命に対するイングランド王政復古[5][6]。
- フランス革命に対するブルボン朝の復古（フランス復古王政）[4][5][6]。
- 三月革命の失敗[5] – 革命途中に反動勢力の巻き返しに遭う[11]。
- ブルジョワ政府軍によるパリ・コミューンへの弾圧[5]。
- ロシア内戦の白軍 – ロシア革命後、赤軍に対抗・蜂起した反革命軍[12]。
- ハンガリー・ルーマニア戦争によるハンガリー評議会共和国の打倒[5]。
- イタリア王国におけるファシズム運動[6]。
- ドイツ国におけるナチズム運動[6]。
- チャウシェスク政権に対する蜂起[6]。ルーマニア革命 (1989年)#革命の推移を参照のこと。

### 反革命勢力
- ジャコバイト - 名誉革命の反革命勢力
- キューバ系アメリカ人財団
- 中国民主党 (中華人民共和国)
- 台湾#定義、中台関係#「解放台湾」と「反攻大陸」の時代（1949年～1978年）
- 自由ベトナム臨時政府
- ロシア解放軍、自由ウクライナ
- ポーランド亡命政府
- エストニア亡命政府